# Банерджи, Сушмита
Сушми́та Ба́нерджи (англ. Sushmita Banerjee; 1964, Калькутта — 4 сентября 2013, Шаран, Пактика) — индийско-афганская писательница.
Сушмита Банерджи родилась в 1964 году. Её отец работал в отделе гражданской обороны, а мать была домохозяйкой. У неё есть три брата.
Сушмита написала мемуары «A Kabuliwala’s Bengali Wife» в 1997 году, основанные на своём опыте брака с афганцем (она была замужем за афганским бизнесменом Джанбаазом Ханом со 2 июля 1988 года) и пребывании в Афганистане во время правления талибов. В 2003 году эта история была использована в качестве основы для болливудского фильма Escape from Taliban.
Книга стала первой частью трилогии в которую также вошли «Taliban, Afghan and I» и «Not a Word is a Lie», изданные в 2011 и 2012 годах.
49-летняя Сушмита была убита 4 сентября 2013 года недалеко от своего дома в провинции Пактика (Афганистан) талибами, которые нанесли ей 20 огнестрельных ранений.